# Liste der Landräte des Landkreises Helmstedt
Die Liste der Landräte des Landkreises Helmstedt gibt einen Überblick über die Landräte und Oberkreisdirektoren im niedersächsischen Landkreis Helmstedt von 1833 bis heute.

## Liste der Hauptverwaltungsbeamten des Landkreises Helmstedt
| Amtszeit (von/bis)    | Amtsbezeichnung                         | Name                               | Partei |  |
| --------------------- | --------------------------------------- | ---------------------------------- | ------ |  |
| 01.01.1833–31.12.1841 | Kreisdirektor                           | Wilhelm Eisfeldt                   |        |  |
| 01.01.1842–30.04.1844 | Kreisdirektor                           | August von Geyso († 1861)          |        |  |
| 01.05.1844–16.03.1850 | Kreisdirektor                           | Carl Adolph Heinrich von Hohnhorst |        |  |
| 17.03.1850–04.05.1874 | Kreisdirektor                           | Adolph Cruse                       |        |  |
| 12.05.1874–17.06.1881 | Kreisdirektor                           | Hermann Gustav Adolf Beling        |        |  |
| 01.08.1881–31.12.1886 | Kreisdirektor                           | Ernst Ludwig Theodor Albert Pini   |        |  |
| 01.01.1887–31.10.1895 | Kreisdirektor                           | Conrad Langerfeldt († 1913)        |        |  |
| 01.11.1895–31.03.1905 | Kreisdirektor                           | Ferdinand Robert Pockels           |        |  |
| 01.04.1905–31.03.1914 | Kreisdirektor                           | Paul Pini                          |        |  |
| 01.04.1914–31.10.1933 | Kreisdirektor                           | Erwin Blasius († 1959)             |        |  |
| 16.03.1934–19.10.1941 | Kreisdirektor                           | Herbert Lehmann                    |        |  |
| 20.10.1941–29.04.1945 | Kreisdirektor, ab 1939 Landrat          | Karl von Hinüber                   |        |  |
| 01.06.1945–09.12.1948 | Landrat                                 | Richard Voigt                      | SPD    |  |
| 12.10.1949–25.03.1951 | Landrat/ Oberkreisdirektor              | Emil Neddermeyer († 1951)          | SPD    |  |
| 29.08.1951–30.04.1974 | Oberkreisdirektor                       | Hans-Walter Conrady                |        |  |
| 01.05.1974–31.03.1982 | Oberkreisdirektor                       | Dieter Henze                       |        |  |
| 01.04.1982–03.03.1991 | Oberkreisdirektor                       | Wolfgang Kleine                    |        |  |
| 01.08.1991–31.10.2011 | Oberkreisdirektor, seit 2003 Landrat    | Gerhard Kilian                     | CDU    |  |
| 01.11.2011–01.01.2014 | Landrat                                 | Matthias Wunderling-Weilbier       | SPD    |  |
| 02.01.2014–19.08.2014 | kommissarischer Vertreter des Landrates | Wolfgang Herzog                    |        |  |
| 20.08.2014–2016       | Erster Kreisrat                         | Hans Werner Schlichting            |        |  |
| 2016 -                | Landrat                                 | Gerhard Radeck                     | CDU    |  |

## Liste der ehrenamtlichen Landräte des Landkreises Helmstedt
| Amtszeit (von/bis)    | Amtsbezeichnung | Name                             | Partei |  |
| --------------------- | --------------- | -------------------------------- | ------ |  |
| 08.02.1946–02.12.1952 | Landrat         | Fritz Weiberg († 1977)           | SPD    |  |
| 02.12.1952–13.12.1954 | Landrat         | Robert Hasenfuß († 1970)         | CDU    |  |
| 14.12.1954–27.10.1968 | Landrat         | Fritz Weiberg († 1977)           | SPD    |  |
| 28.10.1968–25.06.1972 | Landrat         | Rolf Nolting († 1995)            | CDU    |  |
| 26.06.1972–15.11.1972 | Landrat         | Friedrich-Wilhelm Evers († 2003) | CDU    |  |
| 16.11.1972–03.07.1974 | Landrat         | Friedrich-Wilhelm Jaeger         |        |  |
| 04.07.1974–31.10.1991 | Landrat         | Friedrich-Wilhelm Evers († 2003) | CDU    |  |
| 01.11.1991–10.02.1994 | Landrat         | Friedrich-Wilhelm Jaeger         |        |  |
| 25.02.1994–08.11.1996 | Landrat         | Rolf Reinemann († 2023)          | CDU    |  |
| 08.11.1996–31.07.2003 | Landrat         | Rolf-Dieter Backhauß             | SPD    |  |